# Parc d'État de Grand Mère
Le Parc d'État de Grand Mère  (anglais : Grand Mere State Park) est une réserve naturelle et historique située dans le Comté de Berrien dans l'État du Michigan au nord-est des États-Unis.

## Description
Le parc d'État de Grand Mère est protégé du lac Michigan par les dunes à l'ouest, le parc a de nombreux éléments naturels qui ne se trouve pas dans le reste de l'État.
En 1976, il a été désigné National Natural Landmark. Le parc est majoritairement boisé et a trois petits lacs intérieurs, dénommés lacs Grand Mère (Grand Mere Lakes), témoignage géologique de la fin de l'ère glaciaire lors du retrait des glaciers pendant la dernière période glaciaire. Autrefois, il y avait cinq lacs, mais deux de ces lacs ont disparu, et les trois autres peuvent être considérés comme en train de disparaître aujourd'hui.
Le parc compte près de 3 kilomètres de plage de sable, qui peut être atteint qu'à pied en grimpant sur les dunes escarpées de sable. Il y a beaucoup de sentiers pour la randonnée.
Sa dénomination date de l'époque de la Nouvelle-France mais reste obscur. S'agit-il d'une légende amérindienne locale transmise aux explorateurs, trappeurs et coureurs des bois Canadiens-français ou bien une forme géologique, une paréidolie, tel qu'un rocher rappelant la forme d'une femme âgée ? Les États-Unis ont conservé en mémoire la terminologie du nom en français.

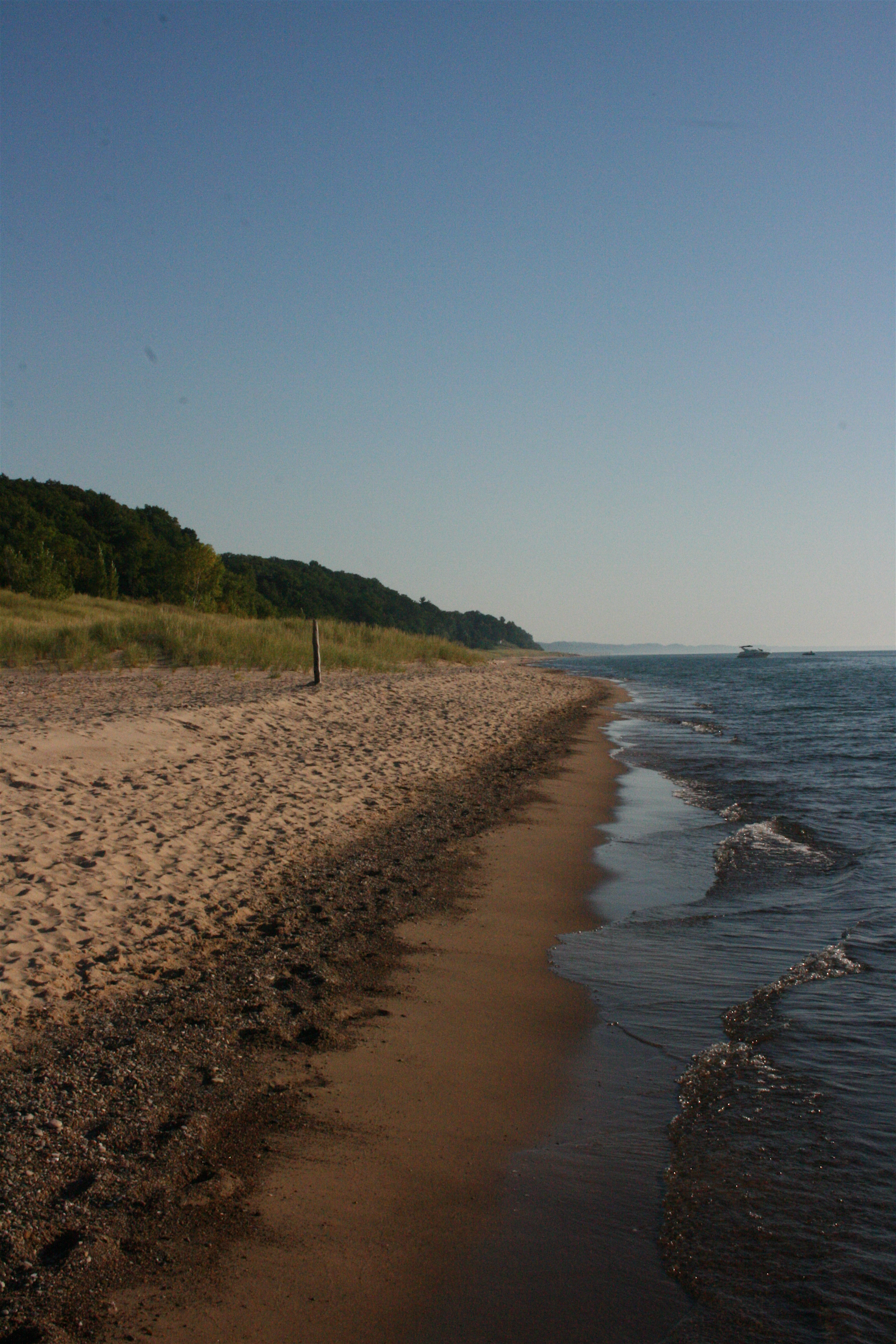
Plage du parc d'État de Grand Mère sur le lac Michigan.